# Peter-Wust-Gymnasium (Wittlich)
Das Peter-Wust-Gymnasium (PWG) ist ein Gymnasium in Wittlich. Es ist nach dem Philosophen Peter Wust benannt.

## Geschichte
Das heutige Peter-Wust-Gymnasium wurde am 23. Januar 1948 als „Staatliches Pädagogium für Mädchen“ gegründet. Die Schule war damit die erste in Deutschland, welche in dieser, nach dem Vorbild der französischen Ecole normale entwickelten Schulform, gegründet wurde. Später wurde der Mädchenschule ein Internat angeschlossen, um Schülerinnen aus einem weiteren Einzugsgebiet die Möglichkeit des Schulbesuchs zu geben.
Zunächst waren das Pädagogium und das Internat im Cusanusgymnasium untergebracht. Das Internat zog dann in die Kurfürstenstraße (heutiges Haus der Jugend) und 1955 schließlich in die Koblenzer Straße um.
Da in den folgenden Jahren die Klassenstufenanzahl von 4 auf 6 erhöht wurde, erfuhr das Pädagogium 1953 eine Namensänderung. Ab sofort hieß die Schule „Staatliche Aufbauschule für Mädchen“.
1965 wurde das Hauptgebäude fertiggestellt, sodass nun auch Platz für Internat und Unterrichtsräume zur Verfügung stand. Ebenfalls 1965 wurden erstmals Jungen aufgenommen.
Das Peter-Wust-Gymnasium befindet sich seit jeher in einem mehr oder minder ernst gemeinten Wettstreit mit dem ebenfalls in Wittlich befindlichen Cusanus-Gymnasium (benannt nach Nikolaus von Kues).
In einem Gutachten wurde festgestellt, dass die Decken des Nebengebäudes nicht der Norm entsprechen; es wurde daher geschlossen. Damit kein Unterricht ausfällt, wurde die Schule geteilt. Ab dem 11. November 2009 war das Hauptgebäude für die 10. bis 13. Klassen bestimmt. Die 5. bis 9. Klassen wurden in das Schulzentrum Wengerohr verlegt.
In einem Beschluss des Kreistages des Landkreises Bernkastel-Wittlich vom 14. Dezember 2009 wurde entschieden, dass das Nebengebäude saniert und das Hauptgebäude vergrößert wird.
Zu Beginn des Schuljahres 2013/2014 wurden die Bauarbeiten abgeschlossen, sodass wieder alle Schüler am Standort Wittlich untergebracht werden können.

## Schwerpunkte/Wettbewerbe
Das Peter-Wust-Gymnasium gehört zu den sieben erfolgreichsten Schulen, die in der Region Trier am Wettbewerb „Jugend forscht“ teilnehmen. Vor allem im Bereich der Informatik ist das Peter-Wust-Gymnasium erfolgreich.

## Schüler
- Lena Werner (* 1994), Politikerin (SPD), Mitglied des Bundestags